# Sagan Tosu
Sagan Tosu (em japonês:  サガン鳥栖) é um clube de futebol japonês, sediado na cidade de Tosu. Atualmente disputa a J-League.

## História

### Inicio
Fundado em 1987, inicialmente tinha como sede a cidade de Hamamatsu, mudando-se para Tosu em 1994, adotando o nome Tosu Futures, mudando para Sagan Tosu três anos depois. Após boas temporadas na Japan Football League (Terceira Divisão japonesa), o time ganhou uma vaga para a recém-criada J. League 2, terminando sua primeira temporada como profissional em oitavo lugar.

### Anos 2010
Em 2011, o Sagan obteve a segunda colocação na J.League 2, alcançando uma inédita promoção para a Primeira Divisão nacional. Até então, seu melhor resultado foi um quarto lugar, em 2006.

## Estádio
O Sagan Tosu manda suas partidas no Tosu Stadium, com capacidade para abrigar 24.490 torcedores.

## Uniforme
Uniforme titularCamisa azul com detalhes pretos na gola e nas mangas, calção azul e meias azuis.
Uniforme reservaCamisa branca com detalhes pretos na gola e nas mangas, calção branco e meias brancas.
Patrocinio
A criptomoeda Jasmy coin, Patrocinadora Oficial de Sagan Tosu, Lança  Token de fã Sagan Tosu.

## Desempenho na J-League
- 1999 - 2ª divisão (8° lugar)
- 2000 - 2ª divisão (6° lugar)
- 2001 - 2ª divisão (10° lugar)
- 2002 - 2ª divisão (9° lugar)
- 2003 - 2ª divisão (12° lugar)
- 2004 - 2ª divisão (11° lugar)
- 2005 - 2ª divisão (8° lugar)
- 2006 - 2ª divisão (4° lugar)
- 2007 - 2ª divisão (8° lugar)
- 2008 - 2ª divisão (6° lugar)
- 2009 - 2ª divisão (5° lugar)
- 2010 - 2ª divisão (9° lugar)
- 2011 - 2ª divisão (2° lugar, promovido)
- 2012 - 1ª divisão (5° lugar)
- 2013 - 1ª divisão (12° lugar)
- 2014 - 1ª divisão (5° lugar)
- 2015 - 1ª divisão (11° lugar)
- 2016 - 1ª divisão (11° lugar)
- 2017 - 1ª divisão (8° lugar)